# 원봉 (전한 무제)
원봉(元封)은 중국 전한(前漢) 무제(武帝)의 여섯 번째 연호이다. 기원전 110년에서 기원전 105년까지 6년 동안 사용하였다. 태산(泰山)에서 봉선(封禪) 의식을 거행한 것을 계기로 개원하였다.

## 연대대조표
| 원봉 | 서력(西曆)                           | 간지(干支) |
| 원년 | 기원전 111년 10월 ~ 기원전 110년 9월 | 신미(辛未) |
| 2년  | 기원전 110년 10월 ~ 기원전 109년 9월 | 임신(壬申) |
| 3년  | 기원전 109년 10월 ~ 기원전 108년 9월 | 계유(癸酉) |
| 4년  | 기원전 108년 10월 ~ 기원전 107년 9월 | 갑술(甲戌) |
| 5년  | 기원전 107년 10월 ~ 기원전 106년 9월 | 을해(乙亥) |
| 6년  | 기원전 106년 10월 ~ 기원전 105년 9월 | 병자(丙子) |

## 같이 보기
- 중국의 연호

| 이전 연호 원정(元鼎) | 중국의 연호 전한(前漢) | 다음 연호 태초(太初) |